# سفارة السويد في النرويج
سفارة السويد في النرويج هي أرفع تمثيل دبلوماسي لدولة السويد لدى النرويج. تقع السفارة في وهي تهدف لتعزيز المصالح السويدية في النرويج.

## وصلات خارجية
- الموقع الرسمي
- قائمة سفارات السويد
- قائمة السفارات في النرويج